# یواس‌اس میشیگان (۱۸۴۳)
یواس‌اس میشیگان (۱۸۴۳) (به انگلیسی: USS Michigan (1843)) یک کشتی بود که طول آن ۱۶۳ فوت (۵۰ متر) بود. این کشتی در سال ۱۸۴۳ ساخته شد.